# Jon Petter Sandaker
Jon Petter Sandaker (* 24. Februar 1974) ist ein ehemaliger norwegischer Skispringer.

## Werdegang
Am 3. Dezember 1995 sprang Sandaker erstmals im Skisprung-Weltcup. In seiner Wahlheimat Lillehammer gelang ihm dabei im Springen von der Großschanze der 42. Platz. Gut zwei Jahre später am 29. November 1997 konnte er auf der gleichen Schanze erstmals Weltcup-Punkte gewinnen und zudem mit dem 4. Platz das beste Resultat in seiner Karriere erzielen. Bei der Skiflug-Weltmeisterschaft 1998 in Oberstdorf kam er am Ende auf den 33. Platz. Bei der Norwegischen Meisterschaft im Skispringen 1998 musste er sich auf der Großschanze in Trondheim nur Kristian Brenden geschlagen geben und gewann am Ende die Silbermedaille. Die Weltcup-Saison 1997/98 beendete er nach weiteren Springen in die Punkteränge am Ende auf dem 28. Platz in der Gesamtwertung. In den folgenden Saisons 1998/99 und 1999/2000 konnte er nur noch bei drei Springen Punkte erreichen, weshalb er am 19. Februar 2000 am Kulm sein letztes Springen absolvierte. Im Skifliegen erreichte er hier den 47. Platz.

## Statistik

### Weltcup-Platzierungen
| Saison  | Platz | Punkte |
| ------- | ----- | ------ |
| 1997/98 | 28.   | 217    |
| 1998/99 | 75.   | 011    |
| 1999/00 | 73.   | 006    |